# Aphis kalopanicis
Aphis kalopanicis är en insektsart. Aphis kalopanicis ingår i släktet Aphis och familjen långrörsbladlöss. Inga underarter finns listade i Catalogue of Life.